# USS Spadefish (SS-411)
| «Спейдфіш» | «Спейдфіш»                                                                           | «Спейдфіш»                                                                           |
| --- | ------------------------------------------------------------------------------------ | ------------------------------------------------------------------------------------ |
| USS Spadefish (SS-411) |                                                                                      |                                                                                      |
| |                                                                                      |                                                                                      |
| Американський ПЧ «Спейдфіш» виходить з верфі Mare Island Naval Shipyard. 11 травня 1944 |                                                                                      |                                                                                      |
| Верф | Mare Island Naval Shipyard, Вальєхо, Каліфорнія                                      | Mare Island Naval Shipyard, Вальєхо, Каліфорнія                                      |
| Під прапором | США                                                                                  | США                                                                                  |
| Належність | ВМС США                                                                              | ВМС США                                                                              |
| Порт приписки | Перл-Гарбор, Маджуро                                                                 | Перл-Гарбор, Маджуро                                                                 |
| На честь | риби родини ефіпових                                                                 | риби родини ефіпових                                                                 |
| Замовлення | 8 червня 1942                                                                        | 8 червня 1942                                                                        |
| Закладений | 27 травня 1943                                                                       | 27 травня 1943                                                                       |
| Спуск на воду | 8 січня 1944                                                                         | 8 січня 1944                                                                         |
| Введений до складу флоту | 9 березня 1944                                                                       | 9 березня 1944                                                                       |
| Виведений зі складу флоту | 1 квітня 1967                                                                        | 1 квітня 1967                                                                        |
| На службі | 1944—1967                                                                            | 1944—1967                                                                            |
| Сучасний статус | 17 жовтня 1969 року розібраний на брухт                                              | 17 жовтня 1969 року розібраний на брухт                                              |
| Бойовий досвід | Друга світова війна Тихоокеанський ТВД                                               | Друга світова війна Тихоокеанський ТВД                                               |
| Нагороди | 4 бойових зірки                                                                      | 4 бойових зірки                                                                      |
| Проєкт |                                                                                      |                                                                                      |
| Тип ПЧ | дизель-електричний торпедний ДПЧ                                                     | дизель-електричний торпедний ДПЧ                                                     |
| Розробник проєкту | Electric Boat                                                                        | Electric Boat                                                                        |
| Основні характеристики |                                                                                      |                                                                                      |
| Швидкість (надводна) | 20,25 вузол (38 км/год)                                                              | 20,25 вузол (38 км/год)                                                              |
| Швидкість (підводна) | 8,75 вузлів (16 км/год)                                                              | 8,75 вузлів (16 км/год)                                                              |
| Робоча глибина занурення | 60 м                                                                                 | 60 м                                                                                 |
| Гранична глибина занурення | 120 м                                                                                | 120 м                                                                                |
| Дальність плавання | 11 000 миль (20 000 км) на швидкості 10 вузлів (18,6 км/год) (надводна)              | 11 000 миль (20 000 км) на швидкості 10 вузлів (18,6 км/год) (надводна)              |
| Автономність плавання | 48 годин на швидкості 2 вузли (3,7 км/год) 75 днів                                   | 48 годин на швидкості 2 вузли (3,7 км/год) 75 днів                                   |
| Екіпаж | 81 офіцер та матрос                                                                  | 81 офіцер та матрос                                                                  |
| Розміри |                                                                                      |                                                                                      |
| Довжина найбільша (по КВЛ) | 95,05 м                                                                              | 95,05 м                                                                              |
| Ширина корпусу найб. | 8,33 м                                                                               | 8,33 м                                                                               |
| Середня осадка (по КВЛ) | 5,13 м                                                                               | 5,13 м                                                                               |
| Водотоннажність надводна | 1 550 т                                                                              | 1 550 т                                                                              |
| Водотоннажність підводна | 2 463 т                                                                              | 2 463 т                                                                              |
| Силова установка |                                                                                      |                                                                                      |
| дизель-електрична; 4 × головні дизельних двигуни Fairbanks-Morse Model 38D8-⅛ 2 × 126-секційні хімічних батареї типу «Сарго» 4 × високошвидкісні електродвигуни General Electric з редукторами |                                                                                      |                                                                                      |
| Гвинти | 2                                                                                    | 2                                                                                    |
| Потужність | 2 740-5400 к.с.                                                                      | 2 740-5400 к.с.                                                                      |
| Озброєння |                                                                                      |                                                                                      |
| Артилерія | 1 × 127-мм палубна гармата 5"/25                                                     | 1 × 127-мм палубна гармата 5"/25                                                     |
| Торпедно- мінне озброєння | 10 × 533-мм торпедних апаратів 24 торпеди                                            | 10 × 533-мм торпедних апаратів 24 торпеди                                            |
| ППО | 1 × 40-мм зенітна гармата Bofors L60 1 × 20-мм автоматична зенітна гармата «Ерлікон» | 1 × 40-мм зенітна гармата Bofors L60 1 × 20-мм автоматична зенітна гармата «Ерлікон» |

«Спейдфіш» (англ. USS Spadefish (SS-411) — американський дизель-електричний океанський підводний човен типу «Балао», що перебував у складі військово-морських сил США у роки Другої світової війни. «Спейдфіш» був закладений 27 травня 1943 року на верфі компанії Mare Island Naval Shipyard у Вальєхо, штат Каліфорнія. 8 січня 1944 року він був спущений на воду, а 9 березня 1944 року увійшов до складу ВМС США. Названий на честь виду риб сімейства ефіпових. Попри тому, що «Спейдфіш» увійшов до складу флоту на завершальному етапі війни і провів всього рік на Тихоокеанському театрі воєнних дій, човен став одним з найрезультативніших американських підводних човнів у Другій світовій війні. На рахунку «Спейдфіш» 21 затоплений корабель і судно, не рахуючи кількох траулерів, і сумарний тоннаж 88 091 т.

## Історія служби
14 червня, після завершення випробувань, що проходили біля узбережжя Каліфорнії, «Спейдфіш» вийшов з Сан-Франциско і 22 червня прибув до Перл-Гарбору. 23 липня підводний човен відправився в перший бойовий похід у складі групи разом з «Пікуда» і «Редфіш».
19 серпня під час патрулювання в районі Філіппін біля північно-західного узбережжя Лусона «Спейдфіш» потопив свій перший корабель — японське вантажно-пасажирське судно «Тамацу-мару» 9589 тонн. Через три дні підводний човен виявив три великі танкери, що прямували через Лусонську протоку, вийшов на позицію для атаки і випустив дві серії торпед, потопивши 10023-тонний танкер «Хакко-мару № 2» і пошкодивши другий танкер, який під захистом есмінця вирушив у мілководну зону ближче до узбережжя Лусона.
Наступного дня «Спейдфіш» безуспішно намагався обійти кораблі, що прикривали пошкоджений танкер, що стояв у бухті. У результаті підводний човен випустив по есмінцю чотири торпеди, але він від них ухилися і розпочав скидати глибинні бомби по американському човну. У запасі у підводного човна залишалося всього три торпеди, і він попрямував до бази Танапаг на Сайпані.
8 вересня «Спейдфіш» патрулював води біля островів Рюкю та виявив ворожий конвой із восьми вантажних суден. Атакувавши вночі з надводної позиції човен випустив 20 торпед, потопивши судна «Нічіман-мару» (1922 GRT), «Нічіан-мару» (6197 GRT), «Сінтен-мару» (1254 GRT), «Секей-мару» (2557 GRT) і пошкодивши ще кілька інших. Наступного ранку підводний човен витратив останні чотири торпеди на корабель, що охороняв ушкоджений вночі суховантаж, але вони пройшли під кілем. Залишившись без торпед, «Спейдфіш» проте продовжив відстежувати залишки конвою, який спочатку зайшов у гавань Ісігакі, потім продовжив рух під супроводом п'яти кораблів охорони.
24 вересня «Спейдфіш» прибув до Перл-Гарбор, завершивши свій перший бойовий похід. На його рахунку було шість суден сумарною водотоннажністю понад 31 500 тонн. Разом із 33 000 тонн, потопленими іншими підводними човнами «вовчої зграї», загальний результат групи становив 13 суден із загальною водотоннажністю 64 000 тонн.
23 жовтня американський човен вийшов з Перл-Гарбора у другий бойовий похід, діючи цього разу в скоординованій атакуючій групі з «Санфіш» і «Пето». 14 листопада, під час патрулювання в Жовтому морі, він торпедував і потопив японське вантажне судно Gyokupy Maru.
Через три дні «Спейдфіш» вийшов на ворожий конвой, який прямував прямо на нього. Пропустивши колону транспортів над головою, він виринув на поверхню, коли настала темрява, і почав атаку по периметру навколо. Спочатку він випустив шість торпед по головній цілі, 21 000-тонному японському ескортному авіаносці «Сінйо»; а потім швидко повернув ліворуч і випустив чотири кормові торпеди по танкеру. Неброньовані паливні баки ескортного авіаносця «Сінйо» вибухнули і почалася велика пожежа, яка знищила корабель і вбила більшість його екіпажу. Лише 70 осіб з його екіпажу з 1200 офіцерів і солдатів вижили. Пошкодження танкера підтвердити не вдалося.
Пізніше тієї ж ночі «Спейдфіш» провів ще одну атаку, випустивши чотири кормові торпеди по мисливцю за підводними човнами № 156. Коли ворог зник у результаті вибуху, підводний човен швидко уникнув інших ескортних кораблів і вирушив на безпечну відстань.
29 листопада ПЧ потопив четверте судно в ході другого патрулювання, торпедувавши 3760-тонне вантажне судно Daiboshi Maru No. 6; і 12 грудня завершив патрулювання на атолі Маджуро на Маршаллових островах.
6 січня 1945 року, після відпочинку на Маджуро, «Спейдфіш» вирушив у третій бойовий похід, діючи у Жовтому морі разом з «Помпоном», «Ейтуле» і «Джаллао». У день відходу два пікіруючі бомбардувальники Корпусу морської піхоти США SBD «Донтлес» 245-ї ескадрильї морської піхоти (VMSB-245) прийняли човен за японський і скинули на нього дві глибинні бомби після того, як він занурився біля Маджуро. Американська субмарина зазнала лише поверхневих ушкоджень і не постраждала, і оцінивши результати «дружньої» атаки, вирушила до своєї зони патрулювання.
28 січня 1945 року «Спейдфіш» перехопив японський конвой і атакував його двома торпедами. 7158-тонний переобладнаний гідроавіаносець Sanuki Maru вибухнув і швидко затонув, а фрегат Kume загорівся і почав повільно тонути. Три японських ескортні кораблі накинулися на «Спейдфіш», але той втік і продовжив патрулювання.
4 лютого «Спейдфіш» здобув чергову перемогу, потопивши пасажирсько-вантажне судно Tairai Maru. Через два дні, всього в п'яти милях від Порт-Артура, він відправив 1092-тонне пасажирсько-вантажне судно Shohei Maru на дно. Ворожий патрульний літак скинув глибинну бомбу в районі підводного човна; але, попри вибух «Спейдфіш» не постраждав і 13 лютого повернувся на Гуам.
15 березня 1945 року «Спейдфіш» разом з «Девілфіш» вирушив з Гуаму у четвертий похід до Східно-Китайського та Жовтого морів. 23 березня 1945 року він пройшов повз чотирьох ескортних кораблів і випустив три торпеди, які потопили 2274-тонне вантажне судно Doryu Maru (2274 GRT). «Спейдфіш» патрулював вздовж узбережжя Кюсю, продовжуючи рух на північ до протоки Цусіма, де здійснив розвідку, визначаючи наявність мінних полів. 1 квітня він знищив ворожу шхуну біля узбережжя Кореї і 7 квітня — трищоглову джонку. Через два дні човен потопив вантажне судно Lee Tung; а 11 квітня пошкодив тральщик. 21 квітня 1945 року «Спейдфіш» завершив своє четверте патрулювання на Гуамі.
У ході підготовки до чергового походу, човен оснастили новітнім пристроєм для виявлення мін. 27 травня він розпочав свій п'ятий похід, приєднавшись до восьми інших американських підводних човнів у проникненні через мінні поля Цусімської протоки в Японське море. 10 червня біля хвилерізу пристані Тарукава «Спейдфіш» наздогнав пасажирсько-вантажне судно Daigen Maru No. 2 (1999 GRT), що відпливало, і двома торпедами розірвав вороже судно. До кінця дня субмарина також потопила пасажирсько-вантажні судна Unkai Maru № 8 (1293 GRT) і Jintsu Maru (985 GRT).
Перед світанком 12 червня 1945 року «Спейдфіш» потопив моторний сампан вогнем 20-мм палубної гармати; і, пізніше того ж дня, потопив три траулери під час обстрілів. 13 червня він помилково потопив радянське торгове судно «Трансбалт» (11439 GRT). 14 червня американська субмарина потопила пасажирсько-вантажне судно «Сейзан Мару» (2018 GRT); і під час нічної атаки 17 червня вона потопила мінний загороджувач «Ейджо Мару» (2274 GRT). Потім він приєднався до інших підводних човнів і вийшов з Японського моря, повернувшись до Перл-Гарбора 4 липня 1945 року.
«Спейдфіш» готувався до чергового військового патрулювання, коли воєнні дії з Японією закінчилися 15 серпня 1945 року.